# Azorinus scheepmakeri
Azorinus scheepmakeri is een tweekleppigensoort uit de familie van de Solecurtidae. De wetenschappelijke naam van de soort is voor het eerst geldig gepubliceerd in 1852 door Dunker.